# ألبرت بارتليت
ألبرت بارتليت (بالإنجليزية: Albert Bartlett)‏ (1 يناير 1884 في المملكة المتحدة - 1 يناير 1969) هو لاعب كرة قدم بريطاني (وحمل سابقاً جنسية المملكة المتحدة لبريطانيا العظمى وأيرلندا) في مركز مهاجم داخلي. لعب مع برادفورد سيتي ونادي برينتفورد ونادي ريدنغ وCastleford Town F.C. ‏ وMorpeth Town A.F.C. ‏.